# Spizocorys personata
Spizocorys personata é uma espécie de ave da família Alaudidae.
Pode ser encontrada nos seguintes países: Etiópia e Quénia.
Os seus habitats naturais são: matagal árido tropical ou subtropical e campos de gramíneas subtropicais ou tropicais secos de baixa altitude.